# Paratya
Paratya is een geslacht van kreeftachtigen uit de klasse van de Malacostraca (hogere kreeftachtigen).

## Soorten
- Paratya annamensis Balss, 1924
- Paratya australiensis Kemp, 1917
- Paratya boninensis Satake & Cai, 2005
- Paratya borealis Volk, 1938
- Paratya bouvieri Roux, 1926
- Paratya caledonica Roux, 1926
- Paratya compressa (De Haan, 1844 [in De Haan, 1833-1850])
- Paratya curvirostris (Heller, 1862)
- Paratya howensis Roux, 1926
- Paratya improvisa Kemp, 1917
- Paratya intermedia Roux, 1926
- Paratya martensi Roux, 1925
- Paratya norfolkensis Kemp, 1917
- Paratya typa Roux, 1926